# Rue Neuve (Bruxelles)
Pour les articles homonymes, voir Rue Neuve.
La rue Neuve (en néerlandais : Nieuwstraat) est une rue piétonne commerçante de Bruxelles située entre la place Rogier et la place de la Monnaie. Il s'agit de la rue commerçante la plus fréquentée de Belgique.

## Histoire
Lors de sa création en 1617, cette rue s'appelait rue Neuve de Notre-Dame, par référence à l'église Notre-Dame du Finistère qui s'y trouve. Un spéculateur foncier, Jérôme de Meester, ayant racheté des terrains entre le Fossé aux Loups et les remparts de la ville, perça la nouvelle artère en ligne droite jusqu'à la rue de la Blanchisserie, où elle obliquait vers la Porte de Namur. Ce dernier tronçon est actuellement connu sous le nom de rue de Malines. À l'origine, il s'agit d'une rue résidentielle. 
En 1839, elle fut prolongée en ligne droite de la rue de la Blanchisserie jusqu'au boulevard du Jardin Botanique, de manière à établir une liaison avec la nouvelle Gare du Nord. La proximité de la gare entraîna la construction d'hôtels pour voyageurs. Après la création de la Gare du Midi et le percement de la rue du Midi, la rue Neuve constitua un élément du principal axe nord-sud de Bruxelles. Sa vocation commerciale date du milieu du XIXe siècle. Parmi les plus célèbres magasins de la rue figurent les «Grands Magasions Leonhard Tietz» et surtout «À l'Innovation», construit par Victor Horta en 1901. Ce dernier fut détruit le 22 mai 1967 par un incendie qui fit 251 morts et 62 blessés. 
Au XXe siècle, l'avènement du cinématographe entraîne la multiplication des salles et la rue Neuve devient, dès les années 1920, «la» rue du cinéma de Bruxelles. On y construit en 1932 le plus grand cinéma de Bruxelles, le «Métropole», une œuvre de l'architecte Adrien Blomme. La salle est décorée d'un bas-relief géant d'Ossip Zadkine. Le déclin du cinéma dans les années 1980 consacre le triomphe du commerce.

## Attractivité et fréquentation

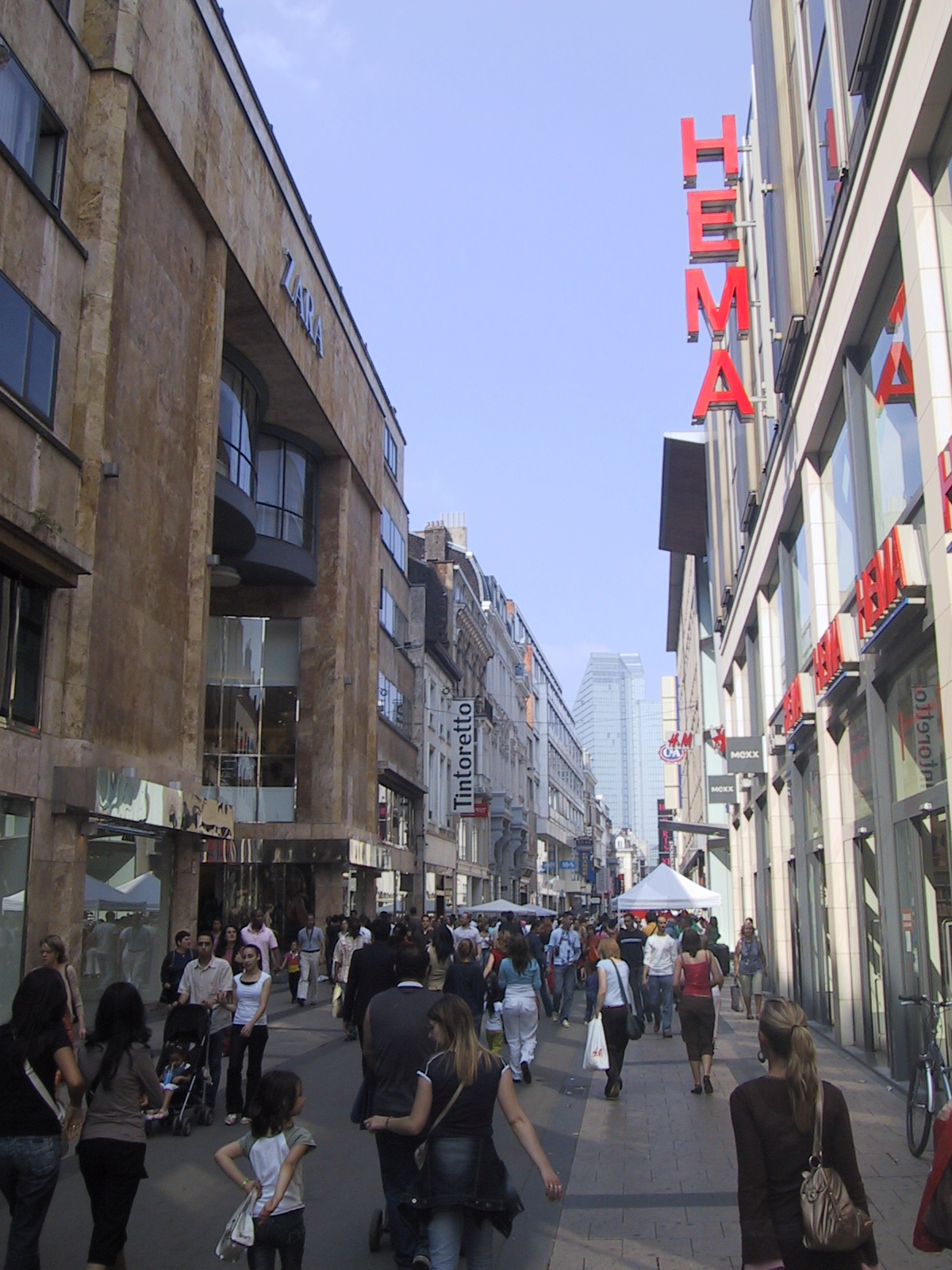
Rue Neuve lors d'une journée chargée.

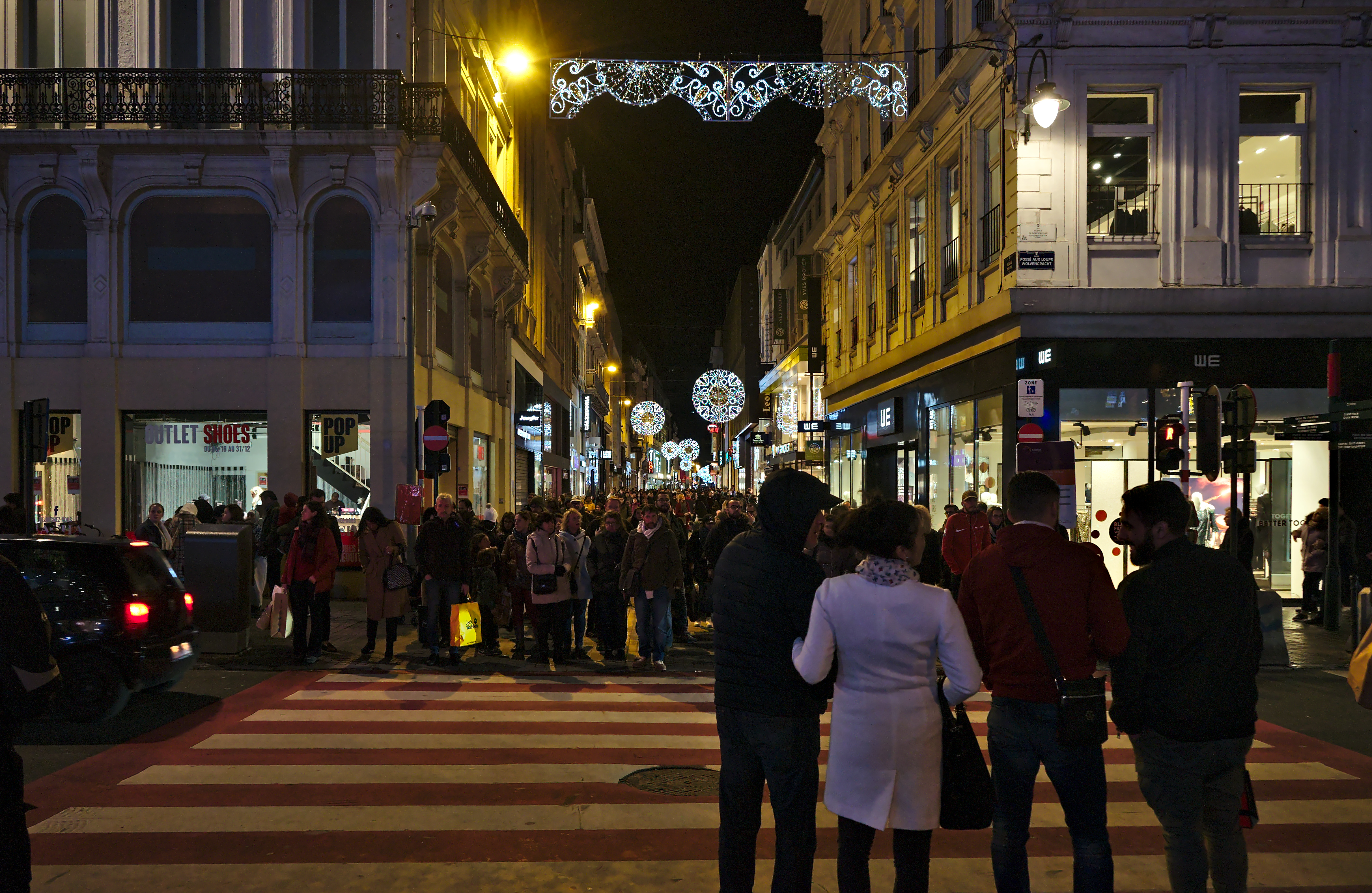
Rue Neuve la nuit.

La Rue Neuve a les loyers commerciaux les plus élevés de Belgique au mètre carré,. En 2009, avec 53 000 passants par jour, et environ 16 millions de personnes dans l'année, elle est l'artère commerçante la plus fréquentée de Bruxelles, et de Belgique. En 2011, avec un prix locatif de 1 625 euros par m², elle est la 14e rue commerciale la plus attrayante en Europe, et la 29e au monde.

## Accès
| ___ | Ce site est desservi par les stations de métro : De Brouckère et Rogier. |

## Commerces de la rue Neuve
La rue est bordée de nombreuses boutiques de parfumerie et vêtements ainsi que de deux centres commerciaux : le City 2 et la galeria Inno. Parmi ces boutiques, on trouve la majorité des marques de vêtements et accessoires grand public présentes en Belgique.
Outre les magasins de vêtements et accessoires, on trouve des magasins de cosmétiques ainsi que des restaurants et fast-food.

## Romans
Nathalie Stalmans, historienne et enseignante, a publié deux romans dont l'action se déroule aux numéros 39-43 de la rue Neuve à Bruxelles, dans une maison aujourd'hui classée. 
- Finis terrae. Sous les pavés, l'enfer, éditions Terre de Brume, Bruxelles, 2014. Le roman se déroule au XVIIe siècle, de la création du quartier sous l'impulsion de Jérôme de Meester jusqu'au bombardement de la grand-place en 1695. Finis Terrae a été nommé pour le prix des Lycéens 2017.
- Le vent du boulet, Genèse édition, 2018. L'action se déroule au XVIIIe siècle. L'auteur a retrouvé grâce aux Archives de la Ville de Bruxelles et celles du CPAS les noms, âges, métiers, des habitants de la maison (domestiques compris) et construit une fiction à partir de là. Elle aborde notamment les lendemains de la Révolution française à Bruxelles (la ville est rattachée à la France en 1795).